# Ciechanowiec (gmina)
Ciechanowiec est une gmina mixte du powiat de Wysokie Mazowieckie, Podlachie, dans le nord-est de la Pologne. Son siège est la ville de Ciechanowiec, qui se situe environ 27 km au sud de Wysokie Mazowieckie et 66 km au sud-ouest de la capitale régionale Białystok.
La gmina couvre une superficie de 201,46 km2 pour une population de 9 454 habitants.

## Géographie
Outre la ville de Ciechanowiec, la gmina inclut les villages d'Antonin, Bujenka, Ciechanowczyk, Czaje-Bagno, Czaje-Wólka, Dąbczyn, Kobusy, Koce-Basie, Koce-Piskuły, Koce-Schaby, Kosiorki, Kostuszyn-Kolonia, Kozarze, Kułaki, Łempice, Malec, Nowodwory, Pobikry, Przybyszyn, Radziszewo Stare, Radziszewo-Króle, Radziszewo-Sieńczuch, Skórzec, Trzaski, Tworkowice, Winna-Chroły, Winna-Poświętna, Winna-Wypychy, Wojtkowice Stare, Wojtkowice-Dady, Wojtkowice-Glinna et Zadobrze.
La gmina borde les gminy de Boguty-Pianki, Grodzisk, Jabłonna Lacka, Klukowo, Nur, Perlejewo, Rudka et Sterdyń.